# Докозахексаенова киселина
Докозахексаеновата киселина (DHA) е полиненаситена незаменима омега–3 мастна киселина. По химичната си структура DHA е карбоксилна киселина с 22 въглеродни атома и 6 цис двойни връзки. Първата двойна връзка се намира на третия въглерод от омега краят на веригата. Химичната формула на киселината е C22H32O2.
Рибните масла са богати на тази киселина. Повечето животни произвеждат много малки количества DHA, малки количества се произвеждат след приемане на α-линоленова киселина, която е омега-3 мастна киселина срещаща се в растения, животни и млечни продукти.
DHA не се синтезира в човешкия организъм. Нуждата от нея обаче за човек е голяма. Важна е за главния мозък, ретината на очите и репродуктивната система. В майчината кърма тя е преобладаващата полиненаситена мастна киселина. С напредването на възрастта се наблюдава дефицит на DHА.